# Haus Bevern
Das Haus Bevern war eine Wasserburg im Stil der Renaissance in Ostbevern, die 1827 bis auf einen Gefängnisturm abgerissen wurde. Dieser steht mit dem Archiv seit dem 11. August 1988 unter Denkmalschutz.

## Geschichte

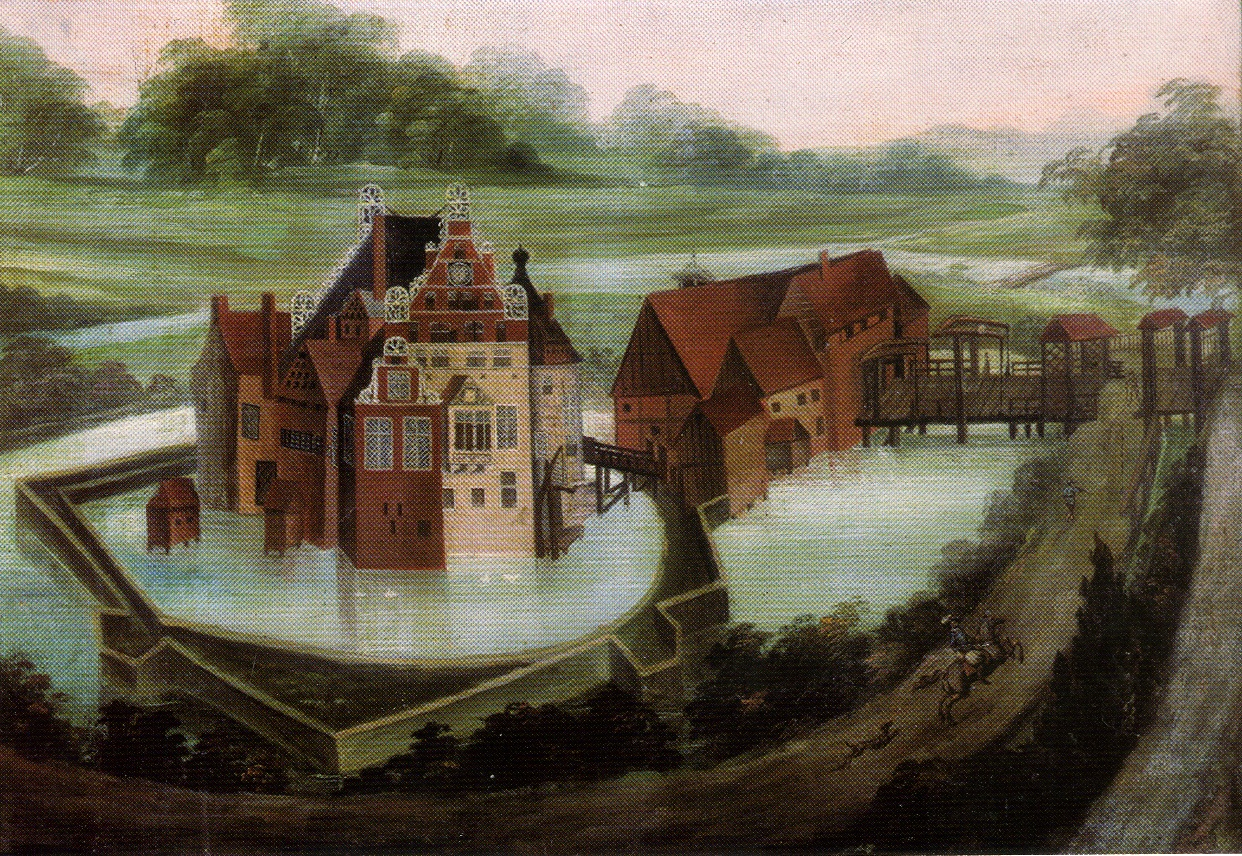
Haus Bevern um 1637

Namensgebend für die Burg war das Adelsgeschlecht von Bevern. Diese wurden vom Bischof in Münster mit dem Ort belehnt. Die Ritter von Bevern waren Drosten in Ostbevern; eine Funktion, die sie mit den Herren von Loburg teilten. Daher gab es auch mehrere Fälle von Streitigkeiten zwischen den Schenking und den Nagel um die Rechtsprechungsgewalt an diesem Ort. Die Gründung und der Bau der Pfarrkirche St. Ambrosius dürfte auf sie zurückgehen. 1294 ist der „Nygenhof“, der Niehof (neuer Hof) als eine sogenannte Dienstmannenburg nachweisbar. 1367 wird außerdem ein „hus tho Beveren“, 1372 eine „borch to Beveren“ für die Lehnsträger genannt. Im 15. Jahrhundert wurde die Burg an die Familie von Vechtrup vererbt, die sie nur kurzzeitig besaß und an die von Schencking oder Schenckinck vererbten, die zu den Erbmännerfamilien gehörten. Als diese Familie 1707 ausstarb, erbte Amalia von Reeden, verwitwete Freifrau von Büren-Schencking, u. a. Haus Bevern. Ihre Tochter Antoinette heiratete den Erbdrosten Maximilian Heidenreich Droste zu Vischering, dem sie u. a. Haus Bevern in die Ehe brachte. 1803 durch den Reichsdeputationshauptschluss wurde das Hochstift Münster aufgelöst. Bis 1809 wurde auf Haus Bevern Recht gesprochen. 1810 wurde Friedrich Clemens von Elverfeldt zu Dahlhausen und Steinhausen aus dem Adelsgeschlecht Elverfeldt genannt von Beverfoerde zu Werries Maire von Ostbevern. 1810 wurde das Département de l’Ems-Supérieur etabliert. Der Wiener Kongress von 1815 brachte die alten Rechtsverhältnisse nicht zurück. Damit hatte das Haus Bevern seine Bedeutung für den Ort verloren. Nur das Gefängnis wurde noch genutzt. Bis in die 1970er Jahre war im Untergeschoss noch ein Schandmantel zu sehen.

## Beschreibung
Die Burg war durch eine künstliche Umflut und die Bever rundum gesichert. Sie wurde im Lauf der Jahrhunderte mehrfach umgebaut. Zwischen 1827 und 1834 erfolgte der fast vollständige Abbruch der inzwischen baufälligen Burg. Nur ein Teil der Vorburg, der Gefängnisturm, der heute als Archivturm dient und in Privatbesitz ist, blieb bestehen. Das auf dem Areal stehende Fachwerkhaus ist später errichtet worden und wurde als Forsthof genutzt. Im September 2011 wurde eine Informationssäule errichtet. Die Immobilie ist heute noch in Besitz derer von Droste zu Vischering.
Die Rochuskapelle gehörte ursprünglich zum Haus Bevern.

## Herren zu Bevern
| Besitzer | Besitzer | Ehefrauen bzw. sonstiges | Ehefrauen bzw. sonstiges |
| --- | --- | --- | ------------------------ |
| - Gerlach von Bevern - Hermann von Bevern - Gerlach von Bevern - Hermann von Bevern - Wennemar von Heiden - Godeke von Vechtrop - Johann von Vechtrop - Hermann Schenking - Johann Schenking - Godeke Schenking - Henrich Schenking - Godeke Schenking - Wilhelm bzw. Johann Schenking - Johann bzw. Wilhelm Schenking - Bernhard Johann von Schenking - Amalie Sybille Elisabeth von Reede - Maximilian Heidenreich Droste zu Vischering - Adolf Heidenreich Droste zu Vischering - Clemens August Droste zu Vischering - Adolf Heidenreich Droste zu Vischering - Maximilian Heidenreich Droste zu Vischering | - 12(72)–13(05) - 13(05)–13(32) - 13(32)–13(67) - 13(68)–1372 - 1372 – um 1400 - um 1400 – vor 1450 - x - vor 1450–1493 - 1493–1503 - 1504–1516 - 1517–1551 - 1552–1593 - 1593–1602 bzw. 1602–1631 - 1632–1634 bzw. 1634–1665 - 1665–1706 - 1707–1713 - 1718–1751 - 1752/55 – 1776 - 1776–1790 - 1790–1826 - 1826–1849 | - X - Gertrud Puls - X - Sophie (von Hönnepel) - Nießbraucher - X - Vredeke von Schlagen - Adelheid von Vechtrop, Tochter Johanns von Vechtrop - Margarete Valcke - Ermgard von Senden - Hille Hacke - Elisabeth Frese - Anna Valke - Elisabeth von Neuhof (zu Johann) - Dorothea Margarete von der Malsburg (zu Wilhelm) - Amalie Sybille Elisabeth von Reede - Nießbraucherin - Maria Antonia Gaudentia zu Büren und Ringelstein von Schenking |                          |